# 関野元規
関野 元規（せきの もとき、1979年12月25日 - ）は、日本の作曲家、編曲家。

## 作品
- 『THE IDOLM@STER MILLION LIVE!』キャラクターソング
  - 矢吹可奈（木戸衣吹）「オリジナル声になって」（作曲・編曲）
  - 舞浜歩（戸田めぐみ）「Get My Shinin’」（作曲・編曲）
  - 菊地真（平田宏美）、双海真美（下田麻美）、島原エレナ（角元明日香）、舞浜歩（戸田めぐみ）「Fu-Wa-Du-Wa」（作曲・編曲）
  - 水瀬伊織（釘宮理恵）、エミリー・スチュアート（郁原ゆう）、真壁瑞希（阿部里果）、百瀬莉緒（山口立花子）「Sentimental Venus」（編曲）
  - 徳川まつり（諏訪彩花）「フェスタ・イルミネーション」（編曲）
- 麻生夏子
  - 「Everyday sunshine line!」『いちばんうしろの大魔王』 エンディングテーマ（作曲・MV出演）
  - 「ダイヤモンドスター☆」『カードファイト!! ヴァンガード』 エンディングテーマ（作曲・編曲）
  - 「starry-eyed future」（編曲）
  - 「Programming for non-fiction」（Remix）
- 『インフィニット・ストラトス』キャラクターソング
  - 更識簪（三森すずこ）「わたしのクリスタル」（作曲・編曲）
  - 更識楯無（斎藤千和）「Who will be your heroine」（作曲・編曲）
  - シャルロット・デュノア（花澤香菜）「恋するマドモアゼル」（作曲・編曲）
  - セシリア・オルコット（ゆかな）「Clear Blue World」（作曲・編曲）
- 奥井雅美
  - 「輪舞-revolution」（Remix）
- 梶裕貴
  - 「ふあんふあん」（作曲・編曲）
- 『機動戦士ガンダムAGE』キャラクターソング
  - ゼハート・ガレット（神谷浩史）「END OF EDEN 〜理想の果て〜」（編曲）
- Kimeru
  - 「PHOENIX -GET A CHANCE-」（作曲）
  - 「trust」（作曲）
- 栗林みな実
  - 「Choose my love!」『けんぷファー für die Liebe』 オープニングテーマ（編曲）
  - 「好きじゃなかったら…」（編曲）
  - 「move on」（編曲）
  - 「United Force」（Remix）
- 黒田倫弘
  - 「STAY GOLD」（編曲）
- 下川みくに
  - 「MIKUNI SHIMOKAWA ANISON MEGAMIX 2010」（Remix）
- しほり
  - 「Heavenly Prayers」『ヒイロノカケラ 新玉依姫伝承 ―Piece of Future―』オープニングテーマ（編曲 ※しほりと共作）
- JAM Project　
  - 「SKILL」（Remix）
- StylipS
  - 「Addicted」（作曲・編曲）
  - 「All you need is DANCE feat.能登有沙 & 松永真穂」（作曲・編曲）
- Ceui
  - 『mellow melody』（Remix）
- 瀬名
  - 「Never End Wonderland」『ラグナロクオンライン RJC2009』 イメージソング（編曲）
  - 「My hero」（Remix）
- 『絶対衝激 〜PLATONIC HEART〜』キャラクターソング
  - 伊勢島綾（名塚佳織）、本間棗（明坂聡美）「プラスティックバード」（編曲 ※酒井陽一と共作）
- ChouCho
  - 「 暮れ色のキャンバス」（編曲）
- TSUKASA_(歌手)
  - 「Don't be shy　-DJ PLANETmix-」（Remix）
  - 「Don't be shy　-SPACEY vs DJ MOTOKI Remix-」（Remix）
  - 「Memories Memories -SPACEY vs DJ MOTOKI Remix-」（Remix）
- 『テニスの王子様』キャラクターソング
  - 切原赤也（ 森久保祥太郎）「Time has come」（作曲）
- 中原麻衣
  - 「アネモネ」『かみちゃまかりん』エンディングテーマ（Remix）
- ニードレス★ガールズ+
  - 「WANTED! for the love」　『NEEDLESS』エンディングテーマ（Remix）
- のみこ
  - 「スキップ!」（Remix）
  - 「Perfect-area complete! 」（Remix）
- 橋本みゆき　
  - 「プリンセスラバー！」（Remix）
- ひなき藍・きのみ聖・立花あや　
  - 「Happy days」 『D.C.toVCラジオ』 オープイングテーマ（作曲・編曲）
- 平野綾
  - 「冒険でしょでしょ?」　『涼宮ハルヒの憂鬱』オープニングテーマ（Remix）
- 平野綾・茅原実里・後藤邑子　
  - 「ハレ晴レユカイ」　『涼宮ハルヒの憂鬱』エンディングテーマ（Remix）
- 『百花繚乱サムライガールズ』キャラクターソング
  - 真田幸村（釘宮理恵）「心身一体しちゅえいしょん」（編曲）
  - 柳生十兵衛（悠木碧）・徳川 千（寿美菜子）「ハナサク☆サムライラブ」（編曲）
- 『VitaminX』キャラクターソング
  - 真壁翼（鈴木達央）「堕天使ハニー」（Remix）
  - 仙道清春（吉野裕行）　「限界ナイトメア」（Remix）
  - 風門寺悟郎（岸尾だいすけ）　「Romantic Metamorphoze」（Remix）
  - 草薙 一（小野大輔）　「100Ｖの愛衝動」（Remix）
  - 七瀬瞬（鳥海浩輔）　「RightNow, RightLove！」（Remix）
  - 斑目瑞希（菅沼久義）　「熱烈LIPS」（Remix）
- 藤村歩・豊崎愛生・茅原実里・平野綾・日笠陽子
  - 「Passionate squall」　『聖痕のクエイサー』（Remix）
- 美郷あき
  - 『What a beautiful world』『ラグナロクオンライン RJC2010』 イメージソング（作曲・編曲）
  - 「Cry for me, Cry for you」『英雄伝説 空の軌跡 THE ANIMATION』（編曲）
  - 「少女迷路でつかまえて」 『ストロベリー・パニック』オープニングテーマ（Remix）
- miru
  - 「helado」（作曲・編曲）
- MOSAIC.WAV　
  - 「超妻賢母宣言」　『狂乱家族日記』オープニングテーマ（Remix）
- ラブライブ
  - Printemps「Pure girls project (Super-Mondo Mix)　」（編曲）
- Little Non
  - 「愛妻家でりでりっく 」（編曲）
  - 「ハナマル☆センセイションハナマル☆センセイション」 『こどものじかん』エンディングテーマ（Remix）
- 『リプル☆リプルTwinkle Show!』キャラクターソング
  - ミース（小桃音まい）「Peace in MYTH!」（作曲・編曲）
- 少女-ロリヰタ-23区 (バンドメンバーと共作)
  - 「銀河ノ翼 -GALACTIC WING-」（編曲）
  - 「FLASH BURN」（編曲）
  - 「ALICE in downward」（編曲）
  - 「此処に或るカナン」（編曲）
  - 「球体幾何学遊戯」（編曲）
  - 「lost Minerva」（編曲）
  - 「WHITE BLADE.」（編曲）
  - 「虚構心臓アンドロイド」（編曲）
  - 「a_Shiner_」（編曲）
  - 「LUNATIC TEMPTATION」（編曲）
  - 「B.I.O.S-バイオス-」（編曲）
  - 「永久少年」（編曲）
  - 「天球シンフォニア」（編曲）
  - 「STAR PHILHARMONY」（編曲）
  - 「VITAL」（編曲）
  - 「FULLMETAL NIGHT KILLER 1888」（編曲）
  - 「everlasting my fate」（編曲）
  - 「アルメリア」（編曲）